# Tres Letras
Tres Letras är en ort i Mexiko.   Den ligger i kommunen Emiliano Zapata och delstaten Tabasco, i den sydöstra delen av landet, 800 km öster om huvudstaden Mexico City. Tres Letras ligger 5 meter över havet och antalet invånare är 124.
Terrängen runt Tres Letras är platt. Runt Tres Letras är det ganska glesbefolkat, med 47 invånare per kvadratkilometer. Närmaste större samhälle är Emiliano Zapata, 7,6 km väster om Tres Letras. Omgivningarna runt Tres Letras är en mosaik av jordbruksmark och naturlig växtlighet.